# Studio (album)
Pour les articles homonymes, voir Studio.
Albums de Julien Clerc
Si j'étais elle
(2000) Double Enfance
(2005)
Studio est le dix-neuvième album de Julien Clerc sorti en 2003.
Il est composé d'adaptations de standards américains d'Ira et George Gershwin, d'Irving Berlin ou encore de Cole Porter.
Ces standards ont été interprétés à l'origine en anglais, notamment par Nat King Cole, Billie Holiday, Frank Sinatra ou Ella Fitzgerald.
Pour cet album, Julien Clerc a fait adapter les textes en français par Maxime Le Forestier, Alain Souchon, Benjamin Biolay, Carla Bruni et David Mc Neil et Jean-Loup Dabadie. C'est Jean-Claude Petit qui assure la direction d'orchestre.
Il a fait appel également à des jazzmen comme Biréli Lagrène, Florin Niculescu, Manu Dibango, Toots Thielemans et Philip Catherine. On entend les voix de Carla Bruni et Véronique Sanson.
Julien Clerc reconnaît l'influence de Frank Sinatra.

## Titres
1. Une fille d'enfer - Witchcraft de Cy Coleman sur des paroles de Caroline Leigh[3].
2. Jour de brouillard - A Foggy Day in London Town, de George Gershwin sur des paroles d'Ira Gershwin, créé par Fred Astaire dans A damsel in Distress en 1937
3. Qu'est-ce-que tu crois ? - Paroles originales d'Ira Gershwin[3] (avec Carla Bruni).
4. Laisse faire la musique et danse - Let's face the music and dance, musique et paroles originales d'Irving Berlin[3],[4].
5. Tu viens dans ma tête - You Go To My Head[4], 1938, musique de John Frederick Coots sur des paroles originales de Haven Gillespie[5].
6. Avant qu'on aille au fond des choses - It will have to do until the real thing comes along[4]. Paroles et musique originales de Sammy Cahn[3], Mann Holiner, Alberta Nichols, Saul Chaplin et L. E. Freeman[6].
7. De quoi a-t-elle l'air ce soir ?- The Way you look tonight, musique originale de Jerome Kern, paroles originales de Dorothy Fields[3].
8. Mené par le bout du nez. Paroles originales de Cole Porter[3].
9. Obsession - The very thought of you[4]. Paroles et musique originales de Ray Noble[3], interprétée par Nat King Cole, Bing Crosby (1934), Vaughn Monroe (1944), Doris Day (1950), Little Willie John (1960), Ricky Nelson (1964)[7].
10. Les Vagues. Paroles originales de Carl Sigman[3].
11. Volons vers la lune en duo avec Véronique Sanson- Fly Me To The Moon, standard pop, 1954, Bart Howard
12. Le Bal des adieux - Paroles originales de Howard Dietz[3].
13. Pour te plaire - That's all, Paroles et musique originales de Alan Brandt[3] et Bob Haynes[8].
14. Tout le jour, toute la nuit - Night and Day - Musique et paroles originales de Cole Porter

## Classements et certifications

### Classements hebdomadaires
| Classement (2003)                | Meilleure position |
| -------------------------------- | ------------------ |
| Belgique (Wallonie Ultratop)     | 2                  |
| Europe (European Top 100 Albums) | 28                 |
| France (SNEP)                    | 4                  |
| Suisse (Schweizer Hitparade)     | 42                 |

### Certification
| Pays          | Certification | Date | Ventes certifiées |
| ------------- | ------------- | ---- | ----------------- |
| France (SNEP) | Or            | 2003 | 100 000           |